# Parc quasi national de Muroto-Anan Kaigan
Le parc quasi national de Muroto-Anan Kaigan (室戸阿南海岸国定公園, Muroto-Anan Kaigan Kokutei Kōen) est un parc quasi national situé dans les préfectures de Tokushima et de Kōchi au Japon. Créé le 1er juin 1964, il s'étend sur 72,16 km2.